# Dora e la città perduta
Dora e la città perduta (Dora and the Lost City of Gold) è un film del 2019 diretto da James Bobin.
La pellicola è l'adattamento cinematografico in live-action, nonché continuazione, della serie animata Dora l'esploratrice della Nickelodeon ed è tra gli altri interpretato da Isabela Merced, Eugenio Derbez, Jeffrey Wahlberg, Temuera Morrison, Michael Peña, Eva Longoria e da Adriana Barraza.

## Trama
Nel profondo della giungla peruviana, Dora Marquez, figlia degli esploratori Cole ed Elena, trascorre le sue giornate in avventure con la sua scimmia Boots, suo cugino Diego e gli amici immaginari Zainetto e Mappa, mentre ostacola il ladro volpe Swiper. Quando Dora ha sei anni e Diego sette, quest'ultimo parte per stare con la sua famiglia a Los Angeles, mentre la famiglia di Dora rimane alla ricerca della città nascosta di Inca Parapata.
Dieci anni dopo, i genitori di quest'ultima decifrano la posizione di Parapata e mandano la figlia a Los Angeles mentre viaggiano verso la città perduta. Durante una gita scolastica in un museo, Dora, Diego e due loro compagni di classe vengono catturati da mercenari che li portano in Perù. Quando atterrano, un uomo di nome Alejandro Gutierrez, che sostiene di essere amico dei genitori di Dora, li aiuta a fuggire. Nel frattempo i mercenari, aiutati da Swiper, rubano la mappa della protagonista. Alejandro riferisce che i genitori di quest'ultima sono scomparsi e che i mercenari li stanno cercando nella speranza di entrare in Parapata e rubare i suoi tesori. Dora decide di trovare i suoi genitori con l'aiuto dell'uomo.
Dopo numerosi pericoli, la protagonista raggiunge Cole ed Elena appena fuori dai confini di Parapata, ma Alejandro rivela che lavora per i mercenari e li cattura. Anche gli altri ragazzi vengono rapiti, ma Boots li aiuta a fuggire. Con i genitori di Dora ancora prigionieri, i giovani decidono di trovare la strada all'interno di Parapata nella speranza di acquisire tesori da usare per contrattare la liberazione di Elena e Cole.
All'interno della città nascosta, Dora e gli altri risolvono i rompicapo del tempio e schivano le sue trappole, portando tutti al santuario centrale. Alejandro scopre di essere seguito e tenta di rubare da solo il tesoro, ma invece cade in una trappola. I soldati a guardia di Parapata, guidati dalla loro regina, sconfiggono i mercenari e Swiper e affrontano gli adolescenti. La regina gli concede infine di tornare a casa, dando loro anche il permesso di portare con sé il loro più grande tesoro.

## Produzione
Il 24 ottobre 2017, è stato annunciato che era in fase di sviluppo un film in live-action su Dora l'esploratrice, con James Bobin alla regia e con 
Nicholas Stoller e Danielle Sanchez-Witzel per realizzare il copione. Nello stesso giorno venne annunciato che Michael Bay era nella produzione, ma nell'estate del 2018, venne rivelato che in realtà, quest'ultimo non è mai stato assunto nella produzione della pellicola e che l'annuncio fatto l'ottobre precedente era falso. Nel maggio 2018, venne scelta Isabela Merced nelle vesti della protagonista. Il mese dopo, è stato annunciato che Eugenio Derbez è stato aggiunto al cast. A luglio 2018, è stato scelto Micke Moreno ad interpretare Diego, già comparso in uno spin-off della serie su cui è ispirato il film chiamato Vai Diego, quando poi venne sostituito da Wahlberg. Successivamente, sono stati annunciati nel cast anche Michael Peña, Eva Longoria, Madeleine Madden e Q'orianka Kilcher. A novembre, è stata annunciata Pia Miller nella parte della zia di Dora, Mami. A dicembre, Benicio del Toro si è unito al cast per dare la voce a Swiper la Volpe e, a marzo 2019, Danny Trejo annunciò che è stato scelto per dare la voce alla scimmia Boots.

### Riprese
Le riprese sono iniziate a Queensland in Australia il 6 agosto 2018 e si sono concluse a dicembre dello stesso anno.

## Promozione
Il primo trailer è stato pubblicato online il 23 marzo 2019, in Italia il 25 marzo, durante la 32ª edizione dei Kids' Choice Awards. Il 10 luglio uscì un secondo trailer, confermando la presenza di Swiper la volpe.

## Distribuzione
Il film è stato distribuito negli Stati Uniti d'America il 9 agosto 2019, mentre in Italia il 26 settembre.

## Accoglienza

### Incassi
Il 27 settembre 2019, Dora e la città perduta ha incassato nel Nord America 58 863 406 $ e 41 799 392 $ nel resto nel mondo per un totale di 120 624 994 $ davanti ad un budget di 49 milioni.

### Critica
Il film è stato accolto positivamente dalla critica. Su Rotten Tomatoes ottiene l'85% di recensioni positive con un voto medio di 6,45 su 10 basati su 157 recensioni, il consenso critico cita "Guidata da una performance vincente di Isabela Moner, Dora e la città perduta è un'avventura per famiglie che conserva lo spirito giovanile del suo materiale originale". Mentre su Metacritic ha un punteggio di 63 su 100 basato su 23 recensioni.